# Klaus Dierolf
Klaus Dierolf (* 1966 in Schwäbisch Hall) ist ein deutscher Jazzmusiker (Saxophon, Klarinette, Flöte, Klavier) und Arrangeur.

## Leben und Wirken
Seinen ersten Saxophonunterricht erhielt Klaus Dierolf von Libor Šíma. Anschließend absolvierte er ein Saxophonstudium mit den Schwerpunkten Jazz und Klassik an der Musikhochschule Köln bei James Towsey und Heiner Wiberny.
Erste Engagements führten ihn zu den Musicals Starlight Express, Das Phantom der Oper und Sunset Boulevard.
Von 1992 bis 2021 war er 1. Tenorsaxophonist und stellvertretender Lead-Altsaxophonist bei der Big Band der Bundeswehr. Darüber hinaus spielte er in Orchestern von Paul Kuhn, des WDR, des HR, Peter Herbolzheimer und Max Greger. Bis heute ist er Mitglied des King of Swing Orchestra und The Big Band Convention. Zudem wirkte er bei CD- und Rundfunkproduktionen mit.
Er spielte mit Künstlern wie John Miles, Till Brönner, Paul Anka, Rob Pronk, Liza Minnelli, Lionel Richie, Pepe Lienhard, Jocelyn B. Smith, Viktoria Tolstoy, Ack van Rooyen, Stefanie Heinzmann, Tom Gaebel, Adel Tawil, Klaus Lage, Ich + Ich, Stefan Raab, Albert Hammond, Gregor Meyle, James Blunt, Joris, Pe Werner, Laith Al-Deen, Margareta Bengtson.
Mit seiner Band Fat Cats spielte er Konzerte im In- und Ausland, darunter bei den Olympischen Winterspielen 2010 in Vancouver (Kanada).
Heute ist Klaus Dierolf als freier Musiker, Arrangeur und Kopist tätig.